# Tifni
Tifni (franska: Tifni (CR), Tifni (Commune Rurale), arabiska: سيدي بوخالف) är en kommun i Marocko.   Den ligger i provinsen Azilal och regionen Béni Mellal-Khénifra, i den nordöstra delen av landet, 260 km söder om huvudstaden Rabat. Antalet invånare är 11 411.